# Station Płytnica
Station Płytnica is een spoorwegstation in de Poolse plaats Płytnica.